# روبرت بوكانان (ممثل)
روبرت بوكانان (بالإنجليزية: Robert Buchanan)‏ هو ممثل بريطاني، ولد في 9 مارس 1962 في غلاسكو في المملكة المتحدة.

## وصلات خارجية
- روبرت بوكانان على موقع IMDb (الإنجليزية)
- روبرت بوكانان على موقع قاعدة بيانات الفيلم (الإنجليزية)